# Луна, Диаденис
Диаде́нис Лу́на Кастелья́нос (исп. Diadenys Luna Castellanos; род. 11 сентября 1975, Сантьяго-де-Куба, Орьенте) — кубинская дзюдоистка полутяжёлой весовой категории, выступала за сборную Кубы во второй половине 1990-х годов. Бронзовая призёрка летних Олимпийских игр в Атланте, чемпионка мира, дважды чемпионка Панамериканских игр, победительница многих турниров национального и международного значения.

## Биография
Диаденис Луна родилась 11 сентября 1975 года в городе Сантьяго-де-Куба.
Первого серьёзного успеха на взрослом международном уровне добилась в 1995 году, когда попала в основной состав кубинской национальной сборной и побывала на чемпионате мира в Тибе, откуда привезла награду золотого достоинства, выигранную в полутяжёлой весовой категории. Кроме того, в этом сезоне выступила на Панамериканских играх в Мар-дель-Плате, где тоже одолела всех соперниц и одержала победу.
Благодаря череде удачных выступлений удостоилась права защищать честь страны на летних Олимпийских играх 1996 года в Атланте. В итоге дошла здесь до стадии полуфиналов и завоевала тем самым бронзовую олимпийскую медаль.
После Олимпиады в США Луна осталась в основном составе дзюдоистской команды Кубы и продолжила принимать участие в крупнейших международных турнирах. Так, в 1997 году на мировом первенстве в Париже она стала серебряной призёркой, проиграв в финале японке Норико Анно. Два года спустя добавила в послужной список бронзовую медаль, полученную на чемпионате мира в Бирмингеме, а также одержала победу на Панамериканских играх в Виннипеге.
Будучи в числе лидеров кубинской национальной сборной по дзюдо, благополучно прошла квалификацию на Олимпийские игры 2000 года в Сиднее — победила здесь первых троих соперниц, в том числе взяла верх над сильной румынской дзюдоисткой Симоной Рихтер, однако в полуфинале проиграла француженке Селин Лебрен. В утешительной встрече за третье место потерпела поражение от представительницы Италии Эмануэлы Пьерантоцци. Вскоре по окончании этих соревнований приняла решение завершить карьеру профессиональной спортсменки, уступив место в сборной молодым кубинским дзюдоисткам.